# 우라사촌
우라사촌(浦佐村)은 니가타현 미나미우오누마군에 있던 촌이다. 

## 역사
- 1889년 4월 1일 - 정촌제 시행에 수반해 미나미우오누마군 우라사촌이 성립하였다.
- 1956년 4월 1일 - 히가시촌, 오사키촌, 야부카미촌과 합병해, 야마토촌이 되어 소멸하였다.

## 참고문헌
- 『市町村名変遷辞典』東京堂出版、1990年。